# Justice John Erhenede
Justice John Erhenede (født 26. juni 1986) er en nigeriansk professionel fodboldspiller, der spiller i den jyske 2. divisionsklub Kolding IF. 

## Karriere
Han har spillet i to klubber i hjemlandet, AC Uknani School og FC Ebedei, før han kom til dansk fodbold og FC Midtjylland. Senere skiftede han via en tur i Vejle Boldklub til Kolding FC. I løbet af sommeren 2011 skiftede han til Hobro IK, da hans klub Kolding FC slog sig sammen med Vejle Boldklub og blev til Vejle Boldklub Kolding. 
I sommeren 2010, efter at have overlevet 1. division lige over nedrykningsstregen, viste andre klubber interesse for Justice. Superliga-klubberne SønderjyskE og Lyngby var begge interesserede i ham. Desuden var den tyske klub Karlsruhe angiveligt også interesseret i ham.